# Lorenzo Pagans und Auguste de Gas

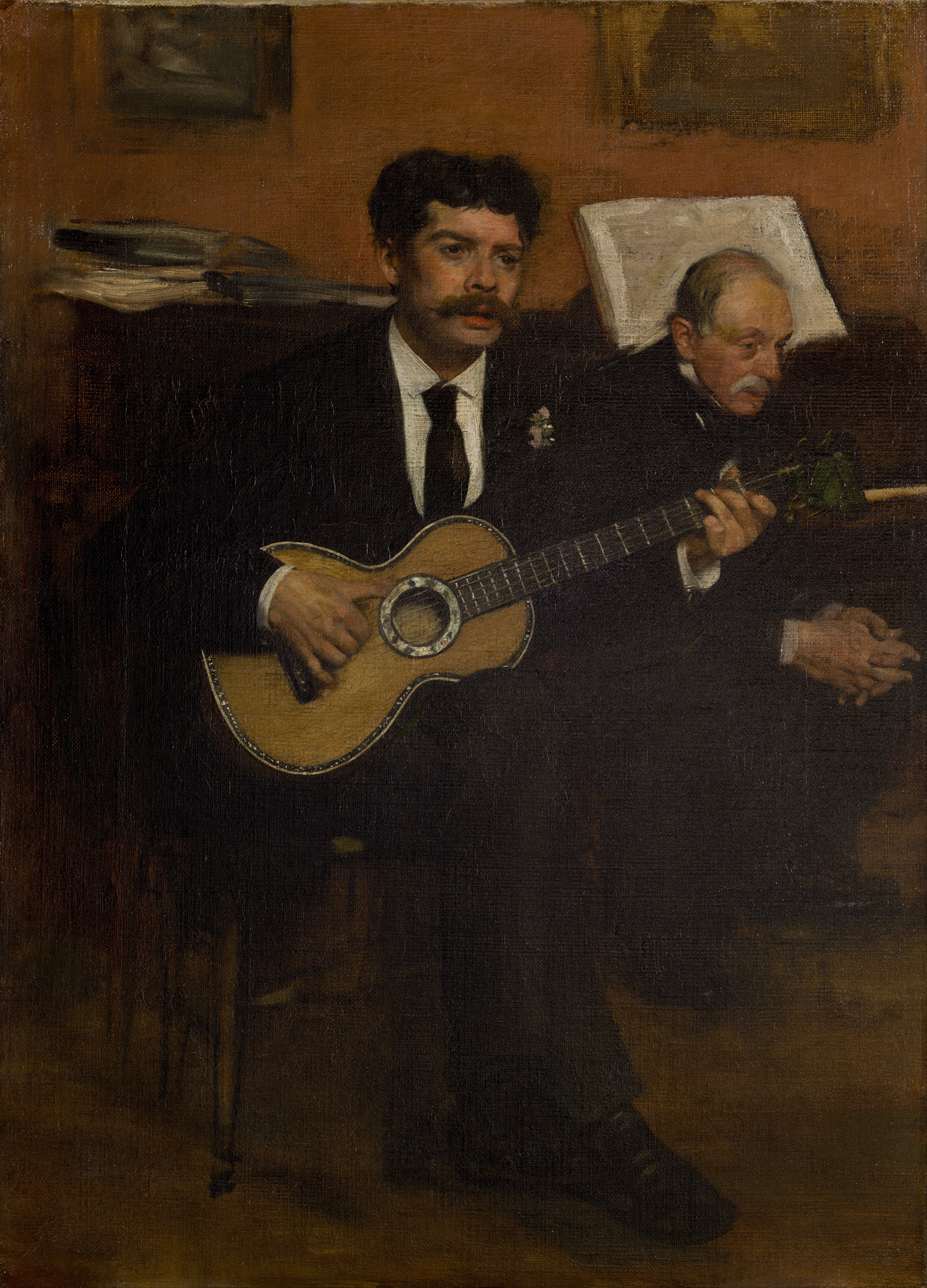
Lorenzo Pagans und Auguste de Gas
Edgar Degas, um 1871–1872
54,5 × 39,5 cm
Öl auf Leinwand
Musée d’Orsay, Paris

Lorenzo Pagans und Auguste de Gas ist der Titel eines Gemäldes von Edgar Degas. Es ist in Öl auf Leinwand gemalt und hat eine Höhe von 54,5 cm und eine Breite von 39,5 cm. Das um 1871–1872 entstandene Doppelporträt zeigt den aus Katalonien stammenden Tenor Lorenzo Pagans bei einem Gesangs- und Gitarrenvortrag. Seitlich hinter ihm sitzt als Zuhörer Auguste de Gas, der Vater des Malers. Das Gemälde gehört zu einer Reihe von Musikerporträts, die Degas ab Ende der 1860er Jahre malte. Es befindet sich in der Sammlung des Musée d’Orsay in Paris.

## Bildbeschreibung
Das Gemälde Lorenzo Pagans und Auguste de Gas ist ein Doppelbildnis in einem Innenraum. Als zentrale Figur sitzt in der Bildmitte der spanische Sänger Lorenzo Pagans frontal dem Bildbetrachter gegenüber, rechts hinter ihm hat Auguste de Gas, der Vater von Edgar Degas, Platz genommen. Beide Männer tragen jeweils einen dunklen Anzug, dunkle Schuhe und ein weißes Oberhemd. Bei Pagans ist zudem eine dunkle Krawatte und am linken Revers eine Boutonnière zu sehen. Er sitzt in der Haltung eines Gitarrenspielers mit übereinander geschlagenen Beinen auf einem einfachen Holzstuhl. Pagans hat das Instrument auf die Oberschenkel gestützt, die rechte Hand auf dem Korpus zum Spiel der Saiten gelegt und mit der linken Hand den Gitarrenhals umgriffen. Das helle Holz der Gitarre und perlmuttartige Einlegearbeiten am Schallloch und am Korpusrand heben sich kontrastreich von Pagans dunklem Anzug ab. Ein am Gitarrenkopf geknotetes dunkelgrünes Band ist hingegen kaum wahrzunehmen. Der Musiker hat seinen Kopf leicht zum rechten Bildrand geneigt und scheint mit den dunklen Augen einen Punkt rechts außerhalb des Bildes zu fixieren. Der Mund ist halb geöffnet, sodass der Eindruck entstehen kann, Pagans trage gerade ein Lied vor. Das Gesicht von Pagans hat einen gesunden hellen Teint. Auffallend ist ein breiter dunkler Schnurrbart, dessen Enden zu Spitzen gezwirbelt sind. Das dunkle, leicht gelockte Kopfhaar ist zu einer kurzen Frisur geschnitten, bei der die Ohren frei bleiben.
Im Gegensatz zum jungen Sänger Pagans ist der schräg hinter ihm sitzende Auguste de Gas ein vom Alter gezeichneter Mann. Seine Haltung ist durch den nach vorn geneigten Oberkörper, den nach unten gerichteten Kopf und die vor den Knien ineinander gefalteten Hände gekennzeichnet. Das Gesicht ist im Halbprofil dargestellt. Die Enden eines grauen Schnurrbarts zeigen nach unten, eine hohe Stirn verdeutlicht das schüttere Haar. Edgar Degas stellt seinen Vater als aufmerksamen Zuhörer dar, der gedankenverloren nach unten blickt. Seine Rolle tritt hinter der des Sängers Pagans zurück, der dieses Doppelbildnis eindeutig dominiert.
Während Edgar Degas die Gesichter, die Hände und die Gitarre in genauer Beschreibung ausgeführt hat, sind andere Bereiche des Bildes im flüchtigen Malstil ausgeführt. Der Raum, in dem sich die beiden Porträtierten befinden, ist nur ausschnitthaft zu sehen. Mit horizontalen Pinselstrichen in changierenden Farben aus Braun und Grau ist der Holzfußboden skizziert. Darauf steht der Holzstuhl von Pagans, mit seinen Stuhlbeinen und Querverstrebungen. Vater de Gas sitzt möglicherweise auf einer Klavierbank oder einem Hocker, ohne dass ein solches Möbelstück im Bild sichtbar wird, da dieser Bereich von Pagans verdeckt wird. Hinter den beiden Personen steht ein dunkler Flügel, dessen Klaviatur neben Auguste de Gas rechts zum Bildrand reicht. Hinter Vater de Gas rahmt ein auf dem Notenständer des Flügels aufgeschlagenes Notenheft den Kopf des Porträtierten. Weitere Musikalien liegen am linken Bildrand auf dem geschlossenen Flügeldeckel. Oberhalb des Musikinstruments ist eine rotbraun gestrichene Wand zu sehen, an der zwei gerahmte Bilder hängen, die vom oberen Gemälderand abgeschnitten werden. Die beiden Bilder sind nur undeutlich ausgeführt und lassen das jeweilige Motiv nicht erkennen. Das Licht fällt von einer unbekannten Quelle auf die Szenerie, wodurch Glanzpunkte auf der Gitarre und auf Stirn, Wangen und Händen der beiden Dargestellten entstehen.
Die Körper von Lorenzo Pagans und Auguste de Gas sind nicht aufeinander ausgerichtet, sondern beide haben sich dem Raum zugewandt. Dort, im Bereich außerhalb des rechten Bildrandes, können weitere Anwesende vermutet werden. Es bleibt aber offen, ob Pagans den Blick auf andere Personen gerichtet hat. Sein Blick kann genauso als Zeichen der Konzentration auf seinen Vortrag gelesen werden. Auch Auguste de Gas muss trotz geöffneter Augen nicht unbedingt auf etwas schauen. Sein Gesichtsausdruck unterstreicht eher das intensive Zuhören. Edgar Degas hat in diesem Gemälde nicht nur den Gegensatz von jungem und altem Mann, sondern mit vortragendem Sänger und Gitarristen sowie seinem Zuhörer zugleich das Thema Musik bildnerisch umgesetzt. Die Autorin Melissa MacQuillan merkt hierzu an, „… selten wurde die Beziehung zwischen dem musikalischen Interpreten und seinem Zuhörer bildlich so deutlich dargestellt.“

## Variationen des Themas
Etwa zeitgleich mit dem Bildnis Lorenzo Pagans und Auguste de Gas schuf Degas eine Variante des Motivs mit dem Titel Degas’ Vater hört Lorenzo Pagans zu (Museum of Fine Arts, Boston). Hierin ist Lorenzo Pagans im Profil dargestellt und an den linken Bildrand gerückt. Er ist deutlich im Schattenbereich des Gemäldes angesiedelt und spielt dadurch eine nachgeordnete Rolle. Die Hauptperson in diesem Bild ist Auguste de Gas, dessen Kopf im helleren Licht erscheint und der ansonsten die gleiche Position eingenommen hat wie im Doppelbildnis Lorenzo Pagans und Auguste de Gas. Diese beiden Bilder gehören zu den wenigen Porträts, die Edgar Degas von seinem Vater schuf. Nach dem Tod von Auguste de Gas 1874 griff sein Sohn das Thema nochmals auf. In einem 1882 gemalten Doppelbildnis Pagans und Degas’ Vater (Privatsammlung) zeigt er Pagans beim Gesang mit einem Notenheft in der Hand. Hier sitzt Degas’ Vater als Randfigur im Hintergrund. Zu diesem Bild existiert zudem eine Pastellskizze (Privatsammlung). Wenige Monate vor dem Tod von Lorenzo Pagans entstand 1882 zudem das Bildnis Porträt Lorenzo Pagans (Mann mit Zigarre) (Nationalgalerie Prag), bei dem der Musiker als Halbporträt in privater Pose und ohne jeglichen Hinweis auf sein Musikerdasein porträtiert wurde.

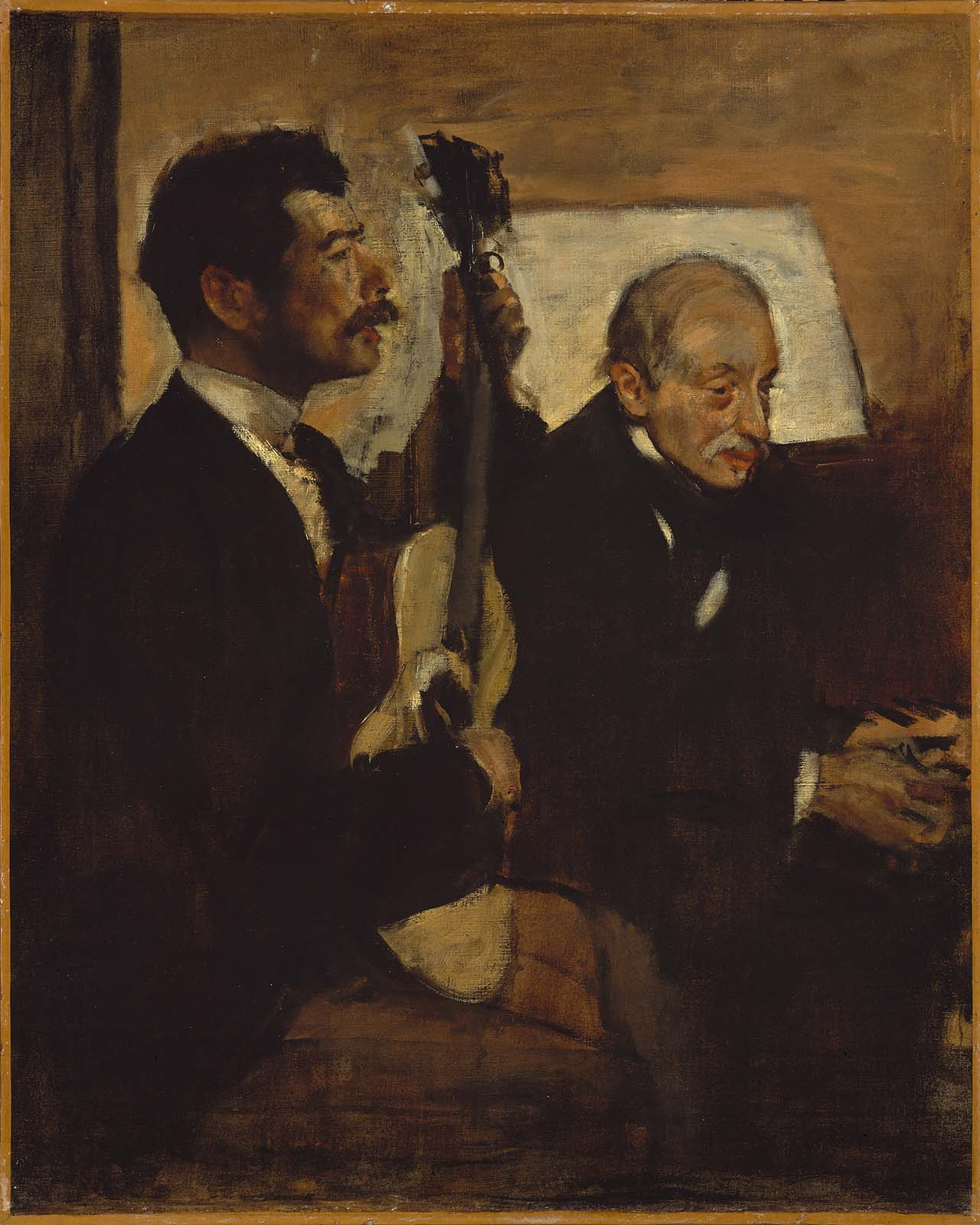
Edgar Degas: Degas’ Vater hört Lorenzo Pagans zu, um 1869–1872
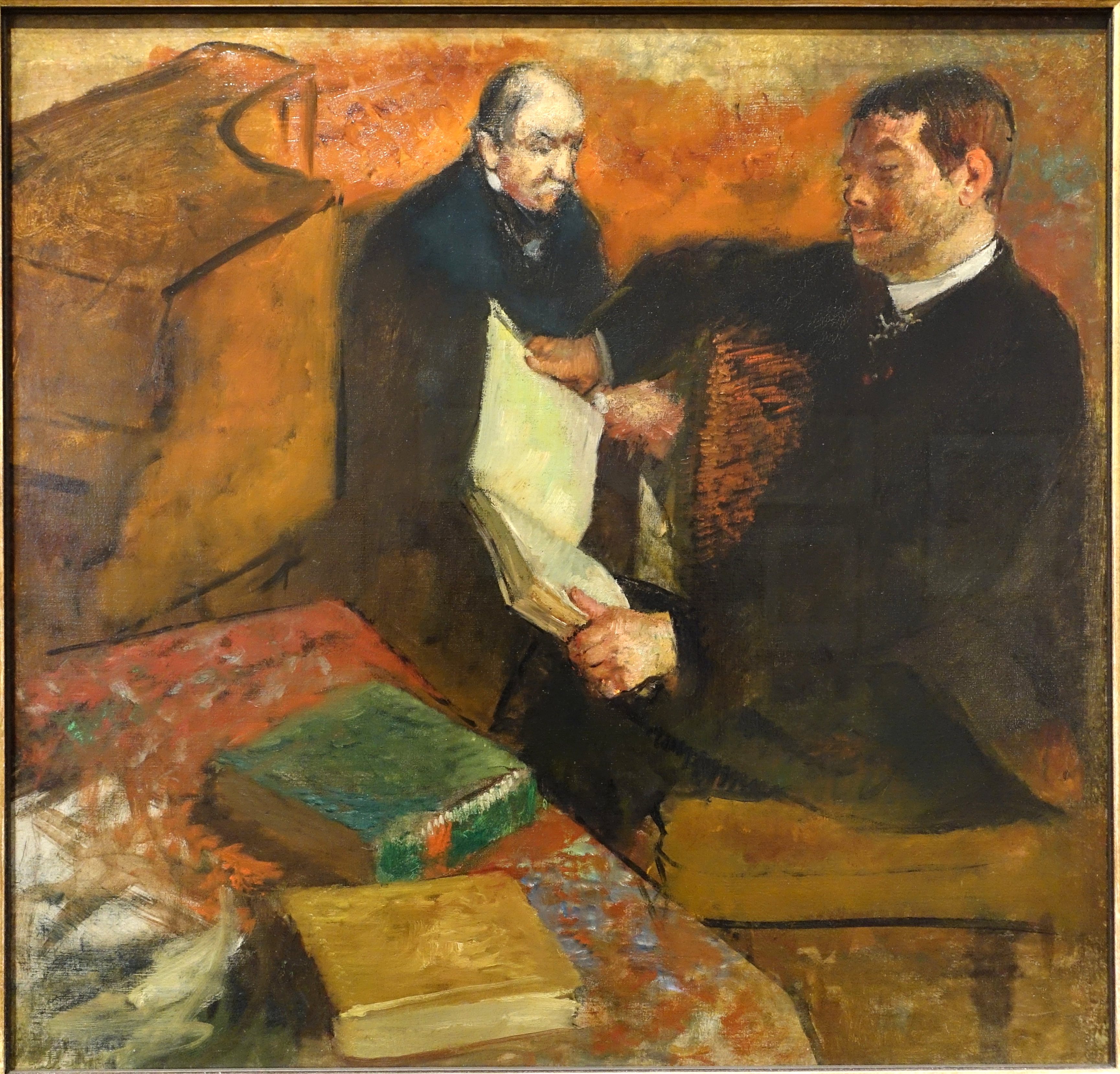
Edgar Degas: Pagans und Degas’ Vater, 1882
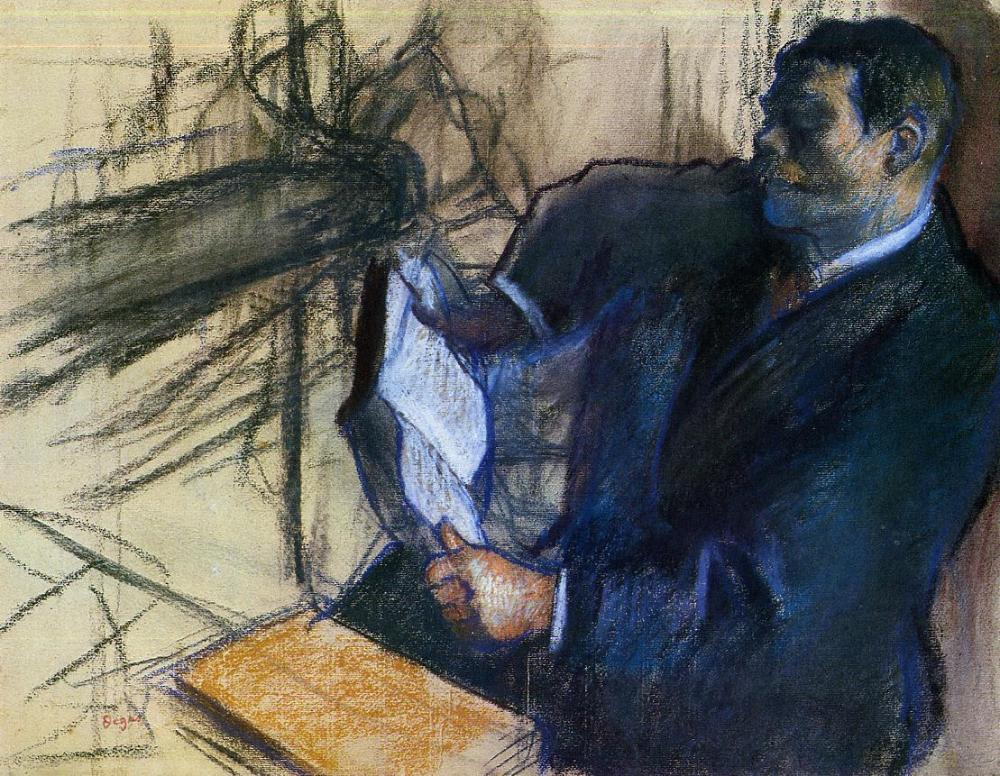
Edgar Degas: Pagans und Degas’ Vater (Pastellskizze), 1882
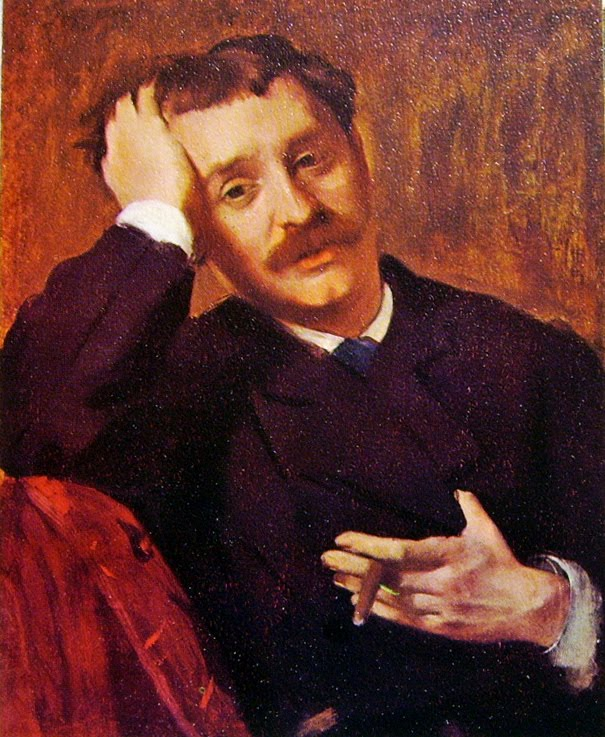
Edgar Degas: Porträt Lorenzo Pagans (Mann mit Zigarre), 1882

## Hintergründe zur Entstehung des Gemäldes
Der im Gemälde dargestellte Auguste de Gas war der Vater des Malers Edgar Degas und als Musikliebhaber bekannt. Die Szenerie des Bildes Lorenzo Pagans und Auguste de Gas ist im Musikzimmer seiner Wohnung in der Rue de Mondovi Nr. 4 im 1. Arrondissement von Paris angesiedelt. Hier trafen sich jeden Montagabend Familienangehörige und Freunde zum Gedankenaustausch, der gelegentlich durch musikalische Darbietungen bereichert wurde. Auf dem Flügel von Érard spielten verschiedene Interpretinnen wie Auguste de Gas’ Tochter Marguerite, die befreundete Blanche Camus oder die Pianistin Suzanne Manet, die mit ihrem Mann, dem Maler Édouard Manet, zu Besuch kam. Weiterhin trat die Sängerin und Pianistin Marie Dihau im Salon von Auguste de Gas auf und von der Pariser Oper kam ihr Bruder, der Fagottspieler Désiré Dihau. Der Sohn Edgar Degas hatte ab Ende der 1860er Jahre die Oper als Motiv für seine Bilder entdeckt und neben den Tänzerinnen des Balletts wiederholt Musiker porträtiert. So stellte er mit Das Orchester der Oper (Musée d’Orsay) ein Gruppenbild mit dem Fagottspieler Désiré Dihau als zentraler Figur dar. Darüber hinaus porträtierte Degas verschiedene Musiker im häuslichen Rahmen. Hierzu gehören die Bildnisse Der Violoncellist Pilet (Musée d’Orsay), Madame Camus am Klavier (Stiftung Sammlung E. G. Bührle, Zürich) und Marie Dihau am Klavier (Musée d’Orsay). All diese Musiker sind wie Lorenzo Pagans im Doppelporträt mit Vater de Gas mit ihren Musikinstrumenten dargestellt. Das trifft auch auf das um 1871 entstandene Doppelbildnis zweier unbekannter Personen im Gemälde Violinist mit junger Frau (Detroit Institute of Arts) zu. Dieses Bild weist gewisse Ähnlichkeiten zum Gemälde Lorenzo Pagans und Auguste de Gas auf. In beiden Bildern ist Musik im privaten Salon das Thema und nicht die Aufführung im Konzertsaal. Beide Bilder sind zudem nur spärlich möbliert und die Wand mit den angeschnittenen Bilderrahmen im Doppelporträt Lorenzo Pagans und Auguste de Gas findet seine Entsprechung im vom rechten Rand angeschnittenen Kamin im Gemälde Violinist mit junger Frau. Vor allem aber gibt es in der Ausführung Parallelen: Degas hat in beiden Bildern die Köpfe der Personen fein ausgearbeitet, während weite Teile der Komposition einen eher flüchtigen Pinselstrich aufweisen.

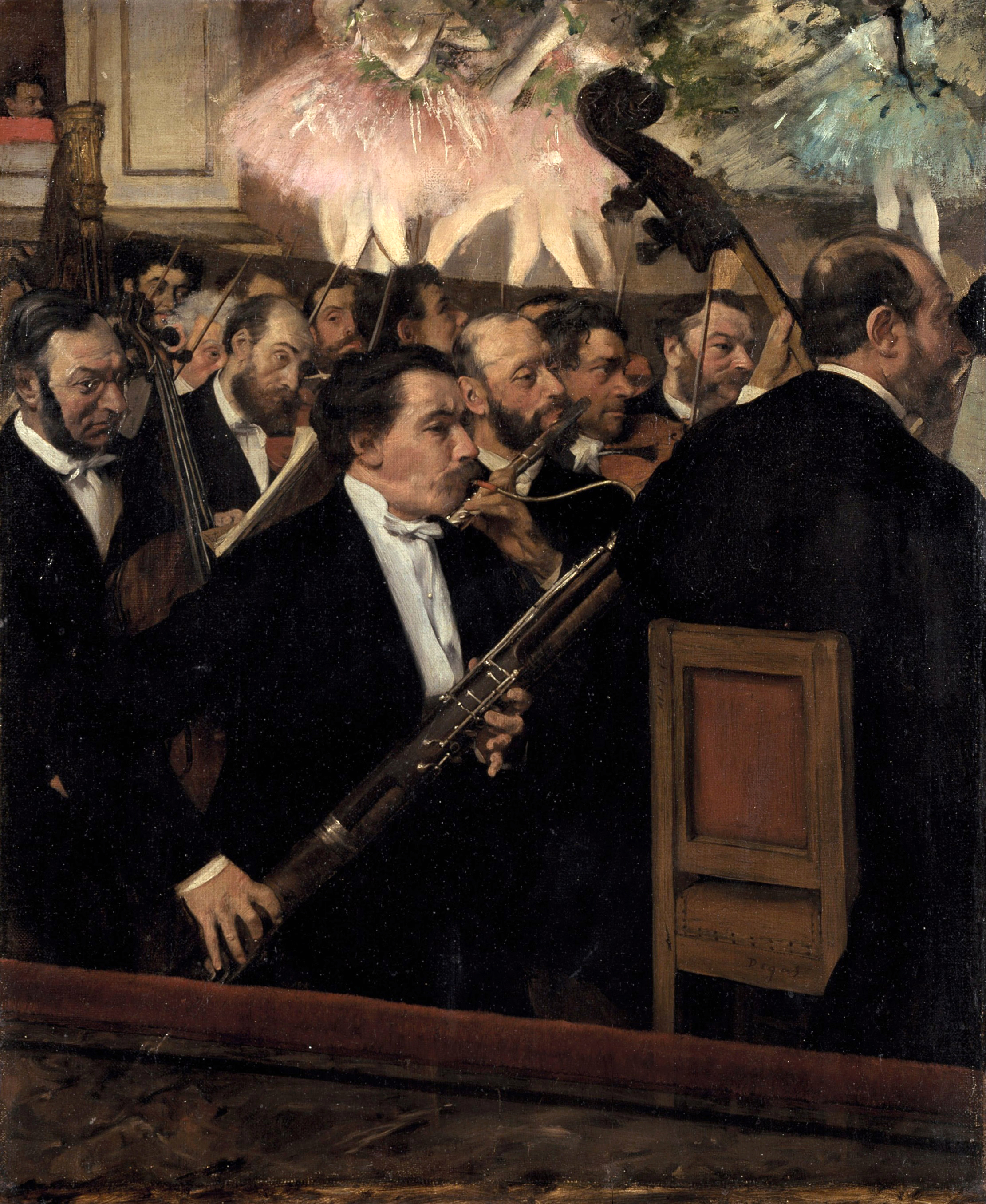
Edgar Degas: Das Orchester der Oper, um 1870
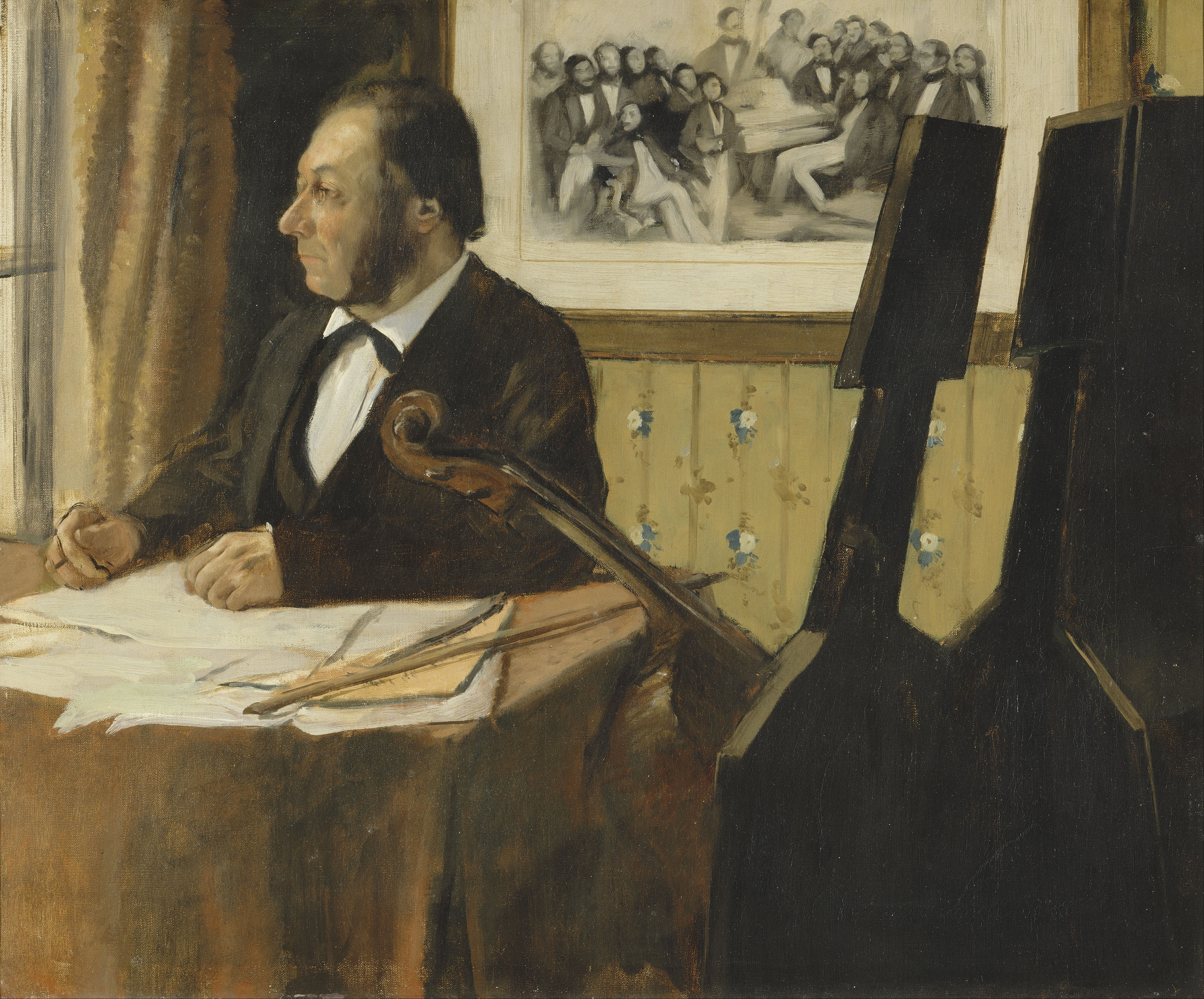
Edgar Degas: Der Violoncellist Pilet, 1868–1869
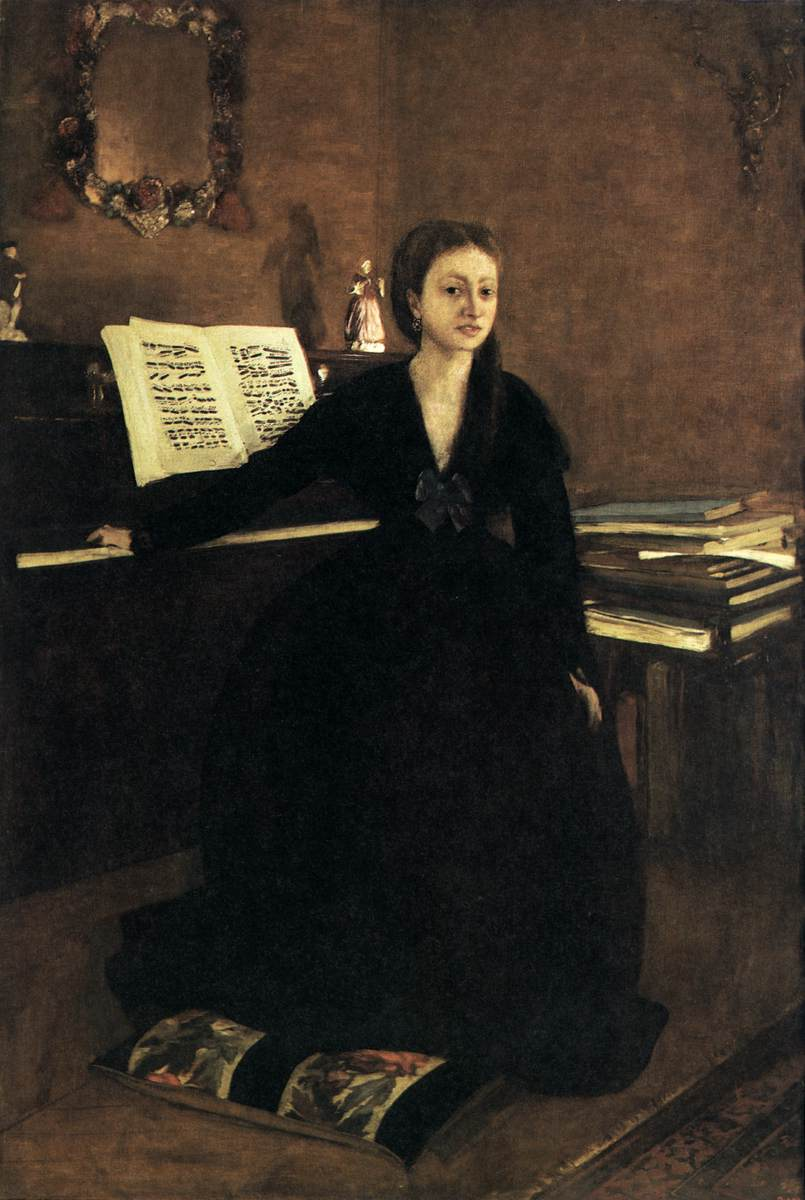
Edgar Degas: Madame Camus am Klavier, 1869
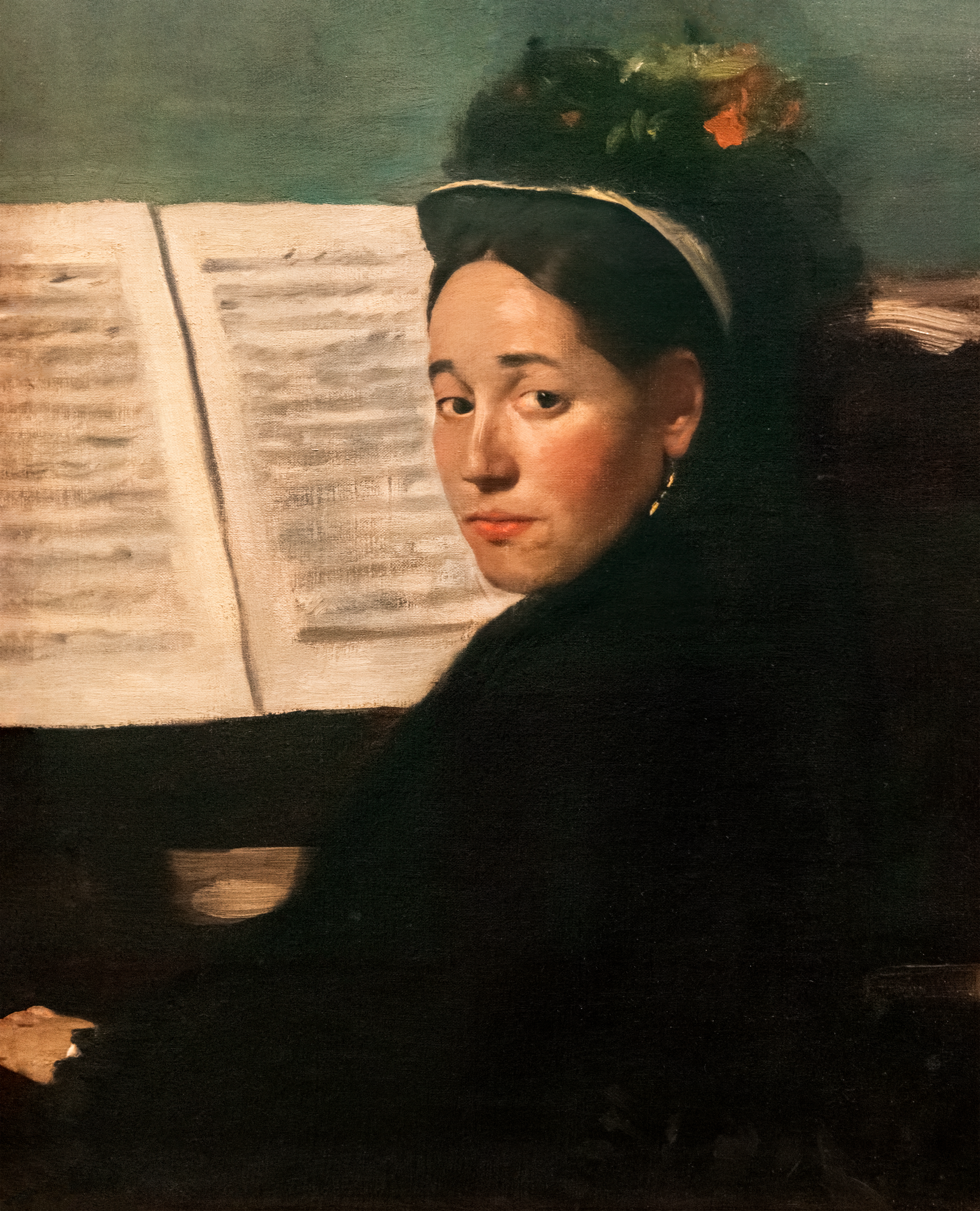
Edgar Degas: Madame Dihau am Klavier, 1869–1872
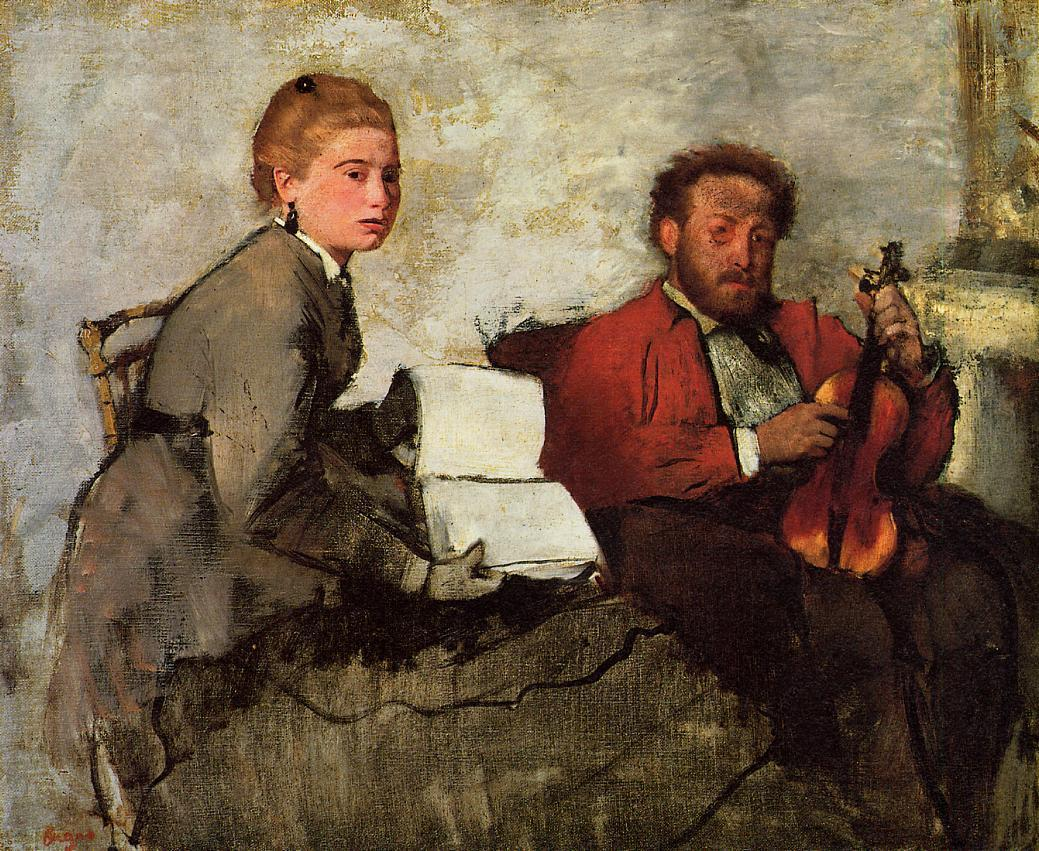
Edgar Degas: Violinist und junge Frau, um 1871

Ende der 1860er Jahre hatte Edgar Degas von der Pariser Oper die Erlaubnis erhalten, hinter der Bühne und bei den Proben die Balletttänzerinnen und Orchestermusiker zu skizzieren. Spätestens seit dieser Zeit kannte er Lorenzo Pagans, der seit einigen Jahren in Paris als gefeierter Tenor auftrat und darüber hinaus in privaten Salons Liederabende gab. Edgar Degas konnte Pagans nicht nur im Hause seines Vaters hören, sondern auch bei den befreundeten Manets, wo der Sänger ebenso zu Gast war. Édouard Manet schuf 1879 mit dem kleinformatigen Bildnis des Monsieur Pagans (Privatsammlung) gleichfalls ein Porträt des Sängers. Möglicherweise war Manets Gemälde Der spanische Sänger (Metropolitan Museum of Art, New York) von 1860 für Degas ein Vorbild bei der Darstellung von Lorenzo Pagans im Doppelbildnis mit seinem Vater. Der von Manet porträtierte Musiker ist ebenfalls beim Gesang und dem Spiel der Gitarre dargestellt, wird jedoch in folkloristischer Aufmachung gezeigt.

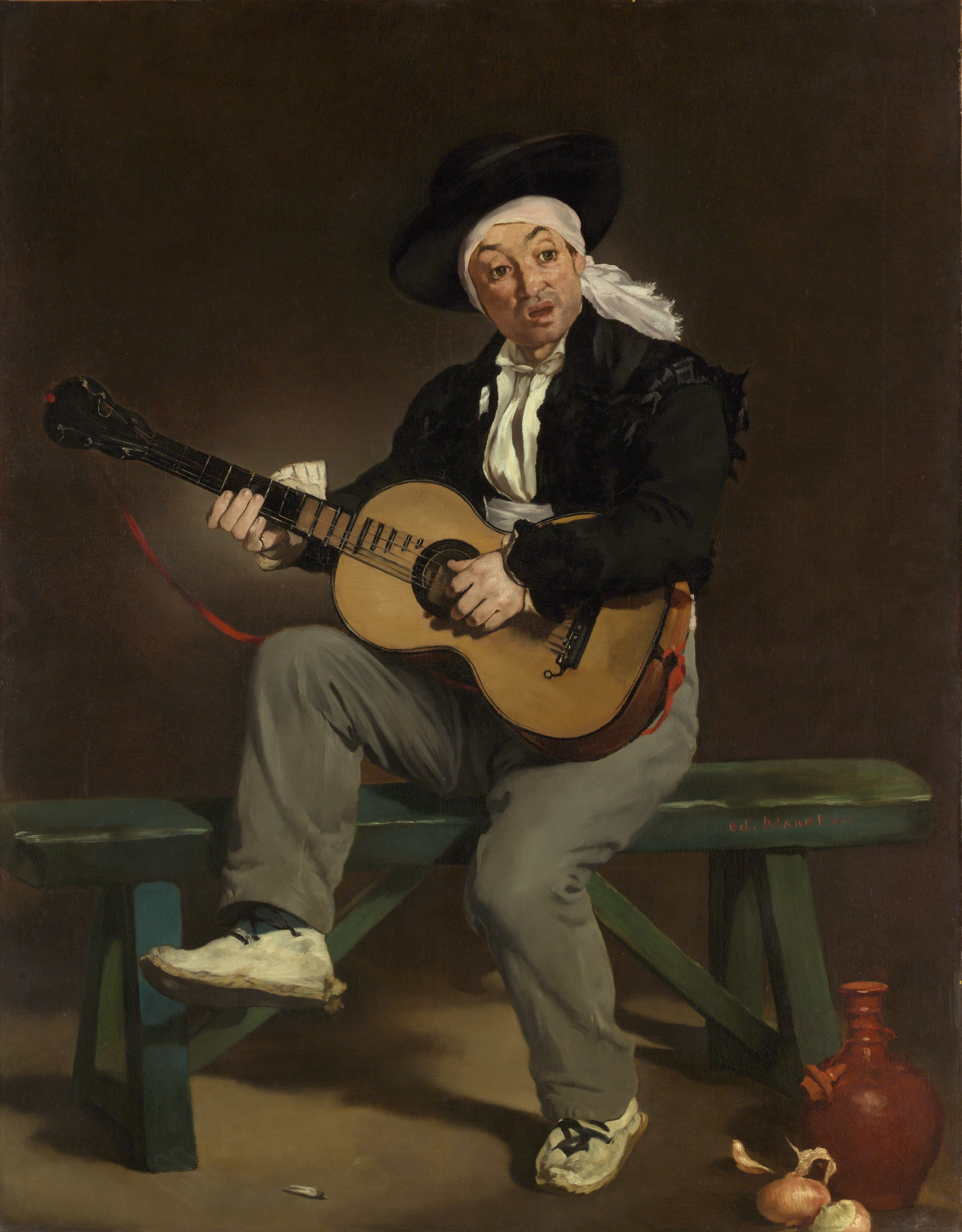
Édouard Manet: Der spanische Sänger, 1860
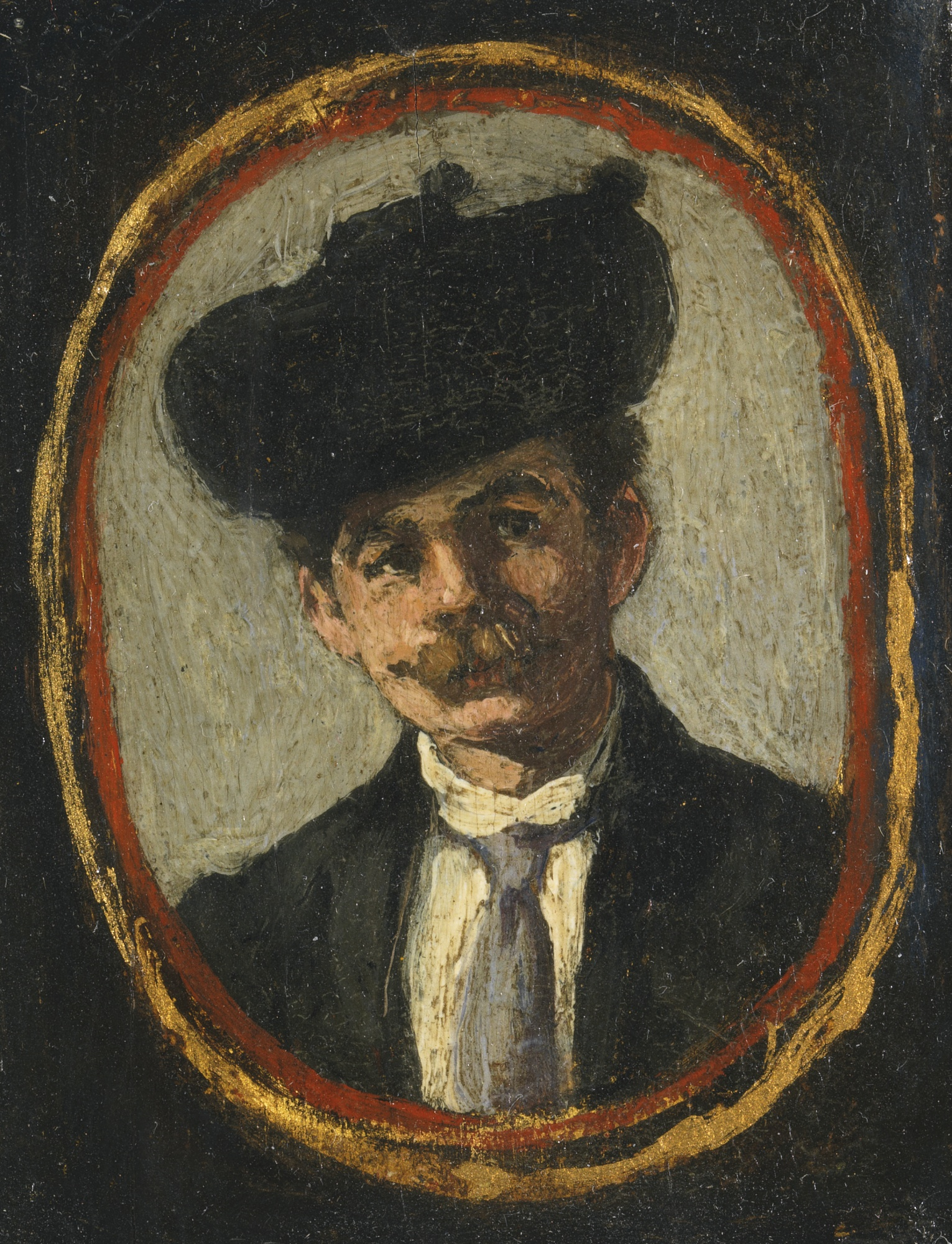
Édouard Manet: Bildnis des Monsieur Pagans, 1879

Aus französischer Sicht galt die Gitarre – neben Kastagnetten und Tamburin – als typisch spanisches Musikinstrument. Eine seit der Mitte des 19. Jahrhunderts in Frankreich zu beobachtende Spanienmode war nicht zuletzt durch die aus Spanien stammende Kaiserin Eugénie ausgelöst worden. Auf den Pariser Bühnen traten entsprechend sehr erfolgreich spanische Tänzer und Musiker auf, die teils durch folkloristische Darbietungen begeisterten, teils im klassischen Repertoire glänzten. Während auf Bildern des 18. Jahrhunderts, etwa bei Antoine Watteau oder Nicolas Lancret, die Gitarre bei Vergnügen des einfachen Volkes zu sehen ist, wandelt sich ihr Ansehen im 19. Jahrhundert zu einem noblen Instrument. Pagans war bekannt für den Gesang von spanischen Liedern, von denen er möglicherweise eines im Gemälde Lorenzo Pagans und Auguste de Gas vorträgt, während er sich dazu selbst mit der Gitarre begleitet. Zudem spielte er in den privaten Salons Werke aus dem klassischen Repertoire, wozu beispielsweise Stücke von Jean-Philippe Rameau gehörten, wie sich die Brüder Goncourt erinnerten.

## Provenienz
Das Gemälde Lorenzo Pagans und Auguste de Gas befand sich bis zum Tod von Edgar Degas 1917 in dessen Besitz. Er schätzte das Bild sehr und hatte es stets in seinem Schlafzimmer über dem Bett hängen, wo es nur wenige Freunde sahen. Durch Erbschaft gelangte das Gemälde in den Besitz des Bruders des Künstlers, René de Gas. Nach dessen Tod erbte seine Tochter Odette Nepveu-de Gas das Bild. 1933 kam das Bild durch Vermittlung des Kunstkritikers Marcel Guérin als Geschenk der Société des Amis du Louvre und mit Hilfe des Mäzens David David-Weill in das Musée du Louvre. Ab 1947 wurde das Bild im Pariser Jeu de Paume gezeigt und seit 1986 gehört es zur Sammlung des Musée d’Orsay.